# Ludwig Lachmann
Ludwig Lachmann (1. února 1906 – 17. prosince 1990) byl německý ekonom, který se stal členem a významným přispěvatelem Rakouské školy.

## Vzdělávání a kariéra
Lachmann získal titul Ph.D. na University of Berlin, kde byl zaregistrován jako postgraduální student v letech 1924 – 1933. O Rakouskou školu se začal zajímat během letního pobytu v roce 1926 na University of Zurich. Lachmann se přestěhoval z Německa do Anglie v roce 1933, kde na London School of Economics v třicátých letech byl jako student a kolega Friedricha Hayeka, který dále rozvinul jeho zájem o Rakouskou školu. V roce 1948 se přestěhoval do Johannesburgu v Jižní Africe, kde byl přijat jako profesor na University of the Witwatersrand a kde prožil zbývající část svého života.

## Lachmann na ekonomii
Domníval se, že Rakouská škola se odchýlila od původní vize Carla Mengera zcela subjektivní ekonomie. Podle Lachmanna Rakouská škola by měla být charakterizována jako evoluční, nebo "geneticky-příčinný", přístup proti rovnováze a dokonalým znalostem nacházející se v mainstraimu neoklasické ekonomie.
Lachmannův "rakouský fundamentalismus" byl vzácný – pouze pár žijících rakouských ekonomů vidí ve svém díle rozchod s mainstreamem. Zdůraznil, co vnímal jako odlišení od hlavního proudu: hospodářský subjektivismus, nedokonalé znalosti, různorodý kapitál, hospodářský cyklus, metodologický individualismus, alternativní náklady a "tržní proces". Jeho odkaz dnes tvoří základ pro "radikální subjektivismus" části Rakouské školy.
Jeho práce měla velký vliv na pozdější vývoj Rakouské školy v USA.
K připomenutí jeho odkazu jeho vdova vytvořila společnost k financování Ludwig M. Lachmann Research Fellowship na katedře filozofie, logiky a vědecká metoda na LSE.
Byl také silný zastánce hermeneutických metod při studiu ekonomických jevů.

## Lachmann a soudobý sociální výzkum
Lachmannovy myšlenky nadále ovlivňují současný sociální výzkumu. Mnoho sociálních vědních oborů explicitně nebo implicitně staví na "radikálním subjektivismu" Rakouské školy.

## Dílo
- Capital and Its Structure, 1956. (text)
- The Legacy of Max Weber, 1971. (text)
- Macro-economic Thinking and the Market Economy, 1973.
- Capital, Expectations and the Market Process, 1977.
- The Market as an Economic Process, 1986.